# Похвала глупоті
«Похвала Глупоті» (лат. Moriae Encomium, sive Stultitiae Laus) — один з найвідоміших творів Еразма Роттердамського, гуманіста доби Відродження, написаний ним 1509 року й виданий 1511 року.

## Історія написання
Намір написання безсмертної сатири «Похвала Глупоті» визрів у Еразма 1509 року дорогою з Італії в Англію, куди він вирушив на запрошення англійських друзів, окрилений надією, що новий король Англії Генріх VIII стане покровителем гуманістів, а Англія — центром гуманізму. Прізвище друга, Томаса Мора асоціювалося в Еразма з грецьким словом «моріа» — глупота, яке становило повний контраст до глибокої мудрості, ерудиції та культурності англійського друга. Таке випадкове зіставлення осяяло подорожнього думкою обрати собі за героя твору Глупоту. Такий задум, надзвичайно оригінальний та дотепний, відкривав перед автором необмежені можливості вільно, нібито від імені Глупоти, поглянути на сучасну дійсність й зачепити низку важливих питань з точки зору властивої всім часам глупоти, піддати нищівній критиці вади й пороки тогочасного суспільного ладу. Твір було написано в серпні 1509 року в Англії у будинку Томаса Мора протягом кількох днів у пориві творчого натхнення й видано у Парижі 1511 року.
Гостра дотепність, тонка іронія, проникливий критицизм, небуденний хист помітити порочне й потворне — якості, що давали Еразмові право стати неперевершеним сатириком.
Сатиру на феодальний суспільний лад Еразм вирішив створити у формі пародійного панегірика, адже, як сам він зазначав у одному зі своїх листів французькому гуманістові Гільому Будею, «твори, написані жартівливим стилем, не такі нудні і приносять читачеві більшу користь, аніж сповнені бундючної серйозності».
Сам твір є певним зрізом сприйняття Еразмом Роттердамським сучасного йому суспільства. Наскрізною лінією проходить незгода автора зі стоїками в пункті сприйняття глупоти, невігластва (стоїки стверджували, що це життя не розумом, а почуттями). Також прикметним є відстороненість самого автора від конфлікту Глупоти та Мудрості — він просто зводить їх разом, і відступається, аби вони самі мірялися силою. Сам Еразм Роттердамський «Похвалу Глупоті», на відміну від багатьох дослідників, не вважав за свій найкращий твір. На його думку, таким було видання грецького тексту Нового заповіту і його новий латинський переклад.

## Матеріал для написання
Для написання блазенського панегірика на честь Глупоти Еразм мав, як сам зазначає в передмові до твору, прототипи в античній літературі, яка знала пародії на героїчний епос, трактування поважних тем у зниженому тоні й, навпаки, нікчемних у серйозно-піднесеному. Так, в античні часи здобули популярність парадоксальні панегірики («Похвала Бусиріду» — міфічному цареві-лиходію, «Похвала Смерті», «Похвала Миші», «Похвала Лисині» тощо). Особливо близьким був авторові «Похвали Глупоті» Луціан, талановитий грецький сатирик II ст., улюблений письменник літераторів, учених і художників епохи Відродження. Він нещадно картав з позицій здорового глузду релігійний фанатизм, забобони, віру в чудеса, псевдофілософію, пророків-шарлатанів тощо.
Також й у сучасній йому літературі Еразм міг знайти чимало матеріалу, в якому викривалися суспільні вади. Це в першу чергу «Корабель дурнів» — віршована сатира німецького письменника-гуманіста Себастьяна Бранта, видана 1494 року, в якій висміяно різноманітні прояви людської глупоти. Серед «дурнів» — вчені педанти, лікарі-дурисвіти, оманливі астрологи, п'яниці та ненажери, хвальки та грубіяни, перелюбники й картярі, модники та модниці — одним словом, різноманітна компанія негативних персонажів, які зібралися в подорож у країну Глупоти — Наррагонію. Брантова сатира щільно перегукується з традицією німецької фольклорної сатирично-гумористичної літератури про дурнів (Narrenliteratur). Гідно продовжує її лінію й Еразмова «Похвала Глупоті».
Дане поєднання античної традиції у формі пародійного панегірика з «літературою для дурнів» виявилось надзвичайно вдалим. Було тут новаторством те, що панегірик на честь Глупоти виголошується не від автора чи іншої, сторонньої, особи, а вкладений у вуста самої Глупоти, від імені якої ведеться оповідь, Глупоти, яка в самопохвалі називає себе найбільшою добродійкою роду людського. Завдяки такому прийомові «Похвала Глупоті» являє собою вельми оригінальний та дотепний автопанегірик. Гротескний характер твору посилюється ще й тим, що Глупота виступає доречно, висловлює мудрі та влучні спостереження про суспільні хвороби того часу.

## Сюжет
«Похвалу Глупоті» Еразм присвятив своєму найкращому другові Томасові Мору. В передмові автор пояснює свій намір — написати похвальне слово на честь Глупоти. Він розуміє, що його задум може декому видатись несерйозним, але перед ним стоїть поважне завдання — висміяти все потворне й кумедне в людському житті для того, щоб розумний читач виніс із цього користь для себе.
Композиція «перелицьованого» панегірика, не зважаючи на деякі відхилення від основної теми, властиві невимушеній бесіді Глупоти (Морії), досить чітка. В широкому вступі Глупота в тозі вченого, з ковпаком блазня на голові й за всіма правилами риторики знайомить слухачів зі своєю особою, родоводом та оточенням. Її батьком є Плутос, всемогутній бог багатства та наживи, якому є підвладними і безсмертні боги, і смертні люди, без втручання якого ніщо на світі не діється.
Від його присудів залежать війни, мир, державна влада, ради, суди, народні збори, договори, союзи, закони, мистецтва, вчені праці…
Матір'ю Глупоти-Морії є безтурботна німфа Неотета (Юність). Випестили Глупоту дві чарівні німфи: Мете (П'янкість) та Апедія (Невихованість). Її невідступними супутницями й подругами були: Самозакоханість, Улесливість, Забутливість, Лінь, Насолода, Безрозсудність, Обжерливість; надійними чоловічими помічниками — Гультяй та Непробудний Сон. За допомогою такого товариства вона тримає під своєю владою весь рід людський. Прикметним також є, що Глупота чекала на визнання людьми своїх здобутків, але не дочекалась такого, тому сама вирішили виступити перед ними з одою собі.
За вступом іде перша — загальна — частина твору, присвячена доказам універсальної сили Глупоти, яка начебто лежить в основі природи та життя людей. Вихваляючи себе, Глупота намагається довести свою незаперечну перевагу перед Мудрістю, широко розводиться про незліченні добродійства, якими вона осипає людей, хоч вони й не вміють як слід оцінити її заслуг. Запевняє, що без Глупоти життя було б нестерпне, нецікаве, що вона — основа радощів, всілякого процвітання та щастя.
Уся ця тирада Глупоти про благодійства, які вона нібито приносить людству, є, по суті, увертюрою до другої частини, де вміщено нищівну критику всього укладу середньовічного життя. Тільки тепер твір стає справжньою сатирою. В першу чергу Еразм різко засуджує загальну рису середньовічного суспільства — облудну побожність, яка виявляється в надмірному культі ікон та в бубонінні молитов, таврує зловживання у відпущенні гріхів. Далі йде конкретний опис різних видів та форм Глупоти в середньовічному суспільстві від нижчих його верств до вищих кіл. Перед читачем дефілюють довгою колоною послідовники й прихильники Глупоти — представники різних станів та професій: купці, які наживають багатство оманою; граматики, які втовкмачують у голови дітей всілякі нісенітниці; марнолюбні поети; обмежені ритори; письменники-плагіатори; правознавці-крутії, які займаються словоблуддям; балакучі діалектики; довгобороді філософи, які видають себе за всезнайків; астрологи-шарлатани.
Войовничий похмурий «мудрець», якого викриває красномовна Морія, — це у своєму роді вельми розвинутий псевдо-раціоналізм середньовічної схоластики, де розум, поставлений на службу вірі, педантично розробляв найскладнішу систему регламентації і норм поведінки. Старечому розуму схоластів, занепадаючій мудрості неуків-опікунів життя, шановних магістрів теології протистоїть Морія — новий принцип Природи, висунутий гуманізмом Відродження. Цей принцип відбивав прилив життєвих сил у європейському суспільстві в момент народження нової ери.
Але найвищої сили викриття й сатиричного таврування досягає письменник у зображенні богословського стану. Навіть Глупота вагається, чи зачіпати це смердюче болото, але після вдаваного вагання атака на теологів розгортається з неймовірною ущипливістю. Наводиться перелік абсурдних тем-головоламок, які розгадували тогочасні теологи-схоластики в безплідних дискусіях, до яких вони вдавалися.
З іронічною зневагою та відвертим знущанням охарактеризовано ченців. Вони в Еразма є невігласами, нехлюями, грубими, безсоромними, розпусними, побожними лише про людське око, — предметом загального презирства. Не обійшлося й без насмішок над безглуздими проповідями церковників.
Висміювання богословського стану сатирик перериває для того, щоб ущипливо поглузувати з панівного класу феодального суспільства — дворян та світської влади. Так, монархи, замість того, щоб дбати про загальне добро, думають лише про особисті вигоди та втіхи. Дармоїдами та підлабузниками змальовані придворні сановники. Й ані в королів, ані в придворних сановників немає й на гріш здорового глузду.
Тепер приходить черга на сатиричний обстріл вищого ешелону духовенства — єпископів та кардиналів. Їхній норов нічим не відрізняється від правителів світських високопоставлених осіб. Вище духовенство далеке від скромності й убозтва апостолів. Також гнівно засуджуються війни, які ведуться римськими первосвящениками нібито з ворогами церкви.
У заключній частині тексту Глупота хоче довести парадоксальну тезу: мовляв, ідеальне щастя — це найвища форма безумства.
Гідним уваги є те, що об'єктом сатиричних стріл Еразма не стали ані селяни, ані ремісники, очевидно, тому, що ці соціальні верстви Еразм вважав найздоровішими в тогочасному суспільстві, на їхньому боці була його симпатія.
Сміх «Похвали Глупоті» багатий своїми інтонаціями: він подекуди добродушний, деколи іронічний, але переважно гостросатиричний, дошкульно-вбивчий.

## Попит та перевидання
Твір мав великий успіх у народі, на подив, а іноді й жах Еразма. Ба більше, навіть Папа Лев Х оцінив текст кумедним. У «Похвалі Глупоті», як зазначав В. Кайзер, ніби «було вміщено всього Еразма», «відбито всі переливи багатозначного, часто невловимого сенсу, й водночас неперевершеність його особистості»[джерело?]. Книга відразу здобула велику популярність, хоча й була розрахованою на обмежене коло читачів — лише на тих, хто знав латину (твір було написано витонченою латинською мовою). Красномовним свідченням цього є численні перевидання, що почали друкуватися у різних містах Європи: Страсбурзі, Лувені, Базелі, Венеції. Протягом шести років, з початку видання, книга перевидавався 12 разів, причому його тиражі, як на той час, були досить значними й швидко розходилися (базельське видання налічувало 1800 примірників)[джерело?]. Секрет гучного успіху полягав, зрозуміло, в оригінальному сюжеті, викривальному змістові, злободенності та влучному гуморі. Сприяли успіхові також й ілюстрації у формі гравюр на дереві, виконані відомим художником Гансом Гольбейном Молодшим (він також був автором відомого портрету Еразма Роттердамського)[джерело?]. Незабаром, ще за життя письменника, починають з'являтися перші переклади «Похвали Глупоті» західноєвропейськими мовами (загалом — 40 перекладів різними мовами): чеською (1514 рік), французькою (1517 рік), німецькою (1520 рік), італійською (1539 рік), англійською (1549 рік). «Похвала Глупоті» мала виразний вплив на Франсуа Рабле, в чиєму романі «Гаргантюа і Пантагрюель» наявні прямі запозичення з вищезазначеного твору. Помітний вплив дав про себе знати й на розвитку прогресивної думки XVII—XVIII ст.[джерело?]

## Український переклад
- Еразм Роттердамський. Похвала глупоті. Домашні бесіди. К.: Основи, 1993. 320 с.[5]
- Еразм Роттердамський. Похвала глупоті. К.: «Толока», 2012. 193 с.[6]